# Triplostegia glandulifera
Triplostegia glandulifera – gatunek roślin z rodziny przewiertniowatych (Caprifoliaceae) reprezentujący monotypowy rodzaj Triplostegia. Rośnie w klimacie umiarkowanym w Chinach i dalej na południu w górach w strefie alpejskiej – w Himalajach, na Tajwanie, Celebesie i Nowej Gwinei.

## Morfologia

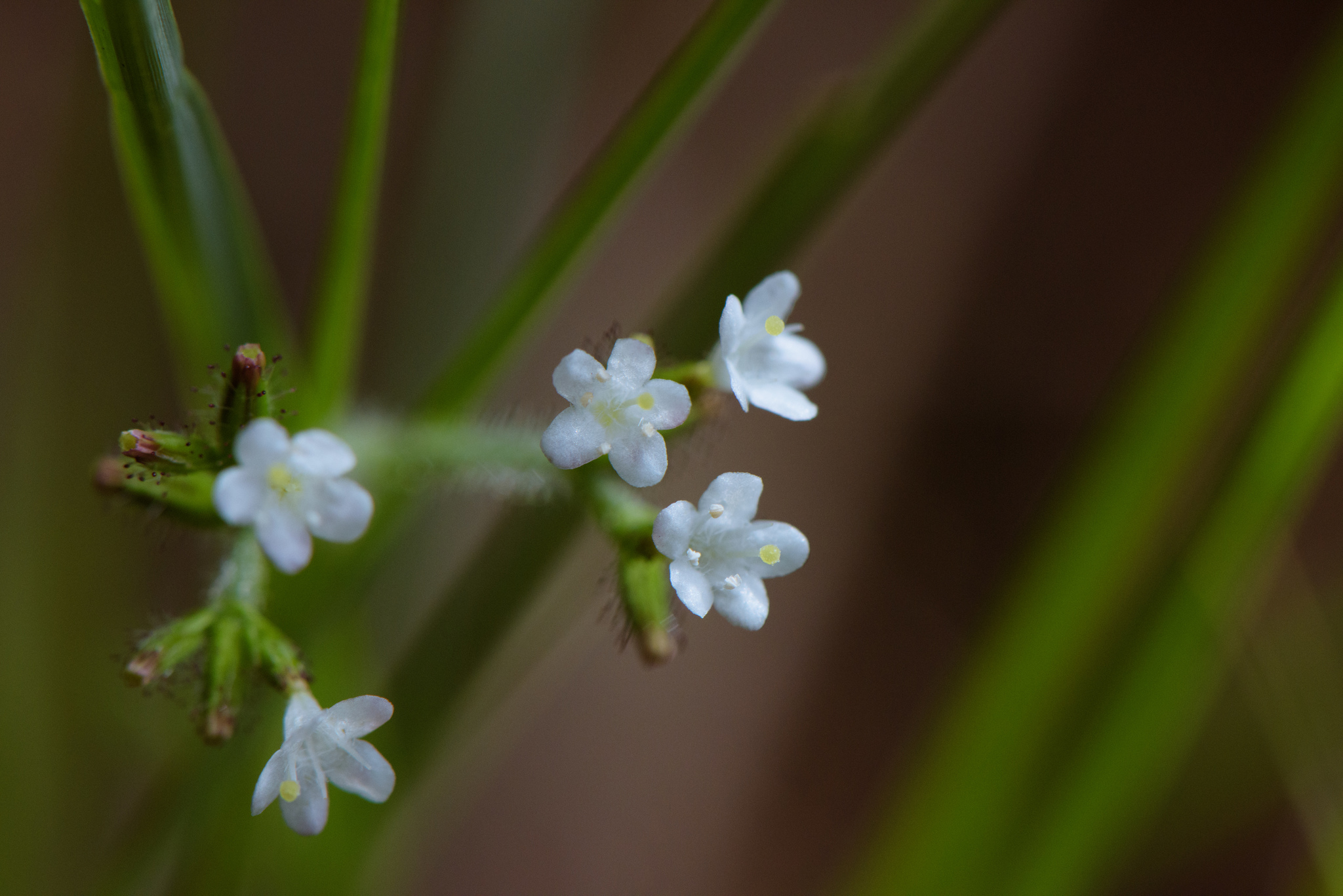
Kwiaty

PokrójRoślina zielna o wyprostowanym pędzie, osiągającym do 40–45 cm wysokości, wyrastającym z poziomo rosnącego kłącza.
LiścieGłęboko piłkowane do pierzasto podzielonych, dolne skupione w rozetę przyziemną, łodygowe nakrzyżległe.
KwiatyZebrane w szczytową wierzchotkę dwuramienną, pokrytą białymi i gruczołowatymi, ciemnymi włoskami. Przysadki równowąskie. Podwójny kieliszek silnie ogruczolony, zewnętrzny z czterema listkami, wewnętrzny z 8 żebrami. Kwiaty prawie promieniste. Kielich zredukowany do czterech drobnych ząbków. Korona rurkowato-lejkowata, z czterema niemal równymi łatkami na końcach, w pąku zwiniętymi. Cztery pręciki osadzone są przemiennie względem płatków, podobnej długości. Słupek pojedynczy z szyjką zakończoną główkowatym znamieniem.
OwoceNiełupki zamknięte w urnowatych okrywach tworzonych przez listki kieliszka. Nasiona kulistawe, ale na dwóch końcach nieco zaostrzone.

## Systematyka
Gatunek z monotypowego rodzaju Triplostegia Wallich ex A. P. de Candolle, Prodr. 4: 642. Sep (sero) 1830 z podrodziny szczeciowych Dipsacoideae z rodziny przewiertniowatych Caprifoliaceae.
W przeszłości wyodrębniany do swojej własnej rodziny Triplostegiaceae Bobrov ex Airy Shaw 1965 (np. w system Takhtajana) lub włączany do rodziny kozłkowatych Valerianaceae.
W niektórych ujęciach wyróżniany jest gatunek Triplostegia grandiflora Gagnepain, w innych uważany za synonim Triplostegia glandulifera. T. grandiflora wyróżniać się ma większymi kwiatami (7–12 mm versus 3–5 mm), liśćmi siedzącymi, a nie ogonkowatymi, listkami okrywy niezakończonymi kapturkowato.